# Fran Perea
Fran Perea, nato Francisco Manuel Perea Bilbao (Malaga, 20 novembre 1978), è un attore e cantante spagnolo.

## Filmografia parziale

### Cinema
- Los mánagers, regia di Fernando Guillén Cuervo (2006)
- El camino de los ingleses, regia di Antonio Banderas (2006)
- Le 13 rose (Las 13 rosas), regia di Emilio Martínez Lázaro (2007)
- Ballata dell'odio e dell'amore (Balada triste de trompeta), regia di Álex de la Iglesia (2010)
- I destini dell'amore (De tu ventana a la mía), regia di Paula Ortiz (2011)
- De perdidos a Río, regia di Joaquín Mazón (2023)

### Televisione
- Al salir de clase - serie TV, 208 episodi (2001-2002)
- Los Serrano - serie TV, 86 episodi (2003-2008)
- Luna, el misterio de Calenda - serie TV, 20 episodi (2012-2013)
- B&b, de boca en boca - serie TV, 29 episodi (2014-2015)
- La sonata del silencio - serie TV, 9 episodi (2016)
- Il vicino (El vecino) - serie TV, 5 episodi (2021)
- Paratiisi - serie TV, 16 episodi (2020-2022)

## Discografia
- 2003 - La chica de la habitación de al lado
- 2004 -  Fran Perea, en concierto
- 2005 - Punto y aparte
- 2006 - Fran Perea, singles, inéditos & otros puntos
- 2010 - Viejos conocidos
- 2018 - Viaja la palabra
- 2023 - Uno Más Uno Son 20